# NGC 694
NGC 694 (другие обозначения — UGC 1310, IRAS01481+2144, MCG 4-5-20, ZWG 482.24, MK 363, 5ZW 122, PGC 6816) — линзообразная галактика (S0) в созвездии Овен.
Этот объект входит в число перечисленных в оригинальной редакции «Нового общего каталога».
NGC 694 и галактика IC 167 имеют одинаковые лучевые скорости и удалены от Земли на одинаковое расстояние, поэтому они могут быть физической парой.
В галактике вспыхнула сверхновая SN 2014bu типа IIP, её пиковая видимая звездная величина составила 15,5.
Галактика NGC 694 входит в состав группы галактик NGC 691. Помимо NGC 694 в группу также входят ещё 10 галактик.